# Rosières (Górna Loara)
Rosières – miejscowość i gmina we Francji, w regionie Owernia-Rodan-Alpy, w departamencie Górna Loara.
Według danych na rok 1990 gminę zamieszkiwało 1305 osób, a gęstość zaludnienia wynosiła 49 osób/km² (wśród 1310 gmin Owernii Rosières plasuje się na 166. miejscu pod względem liczby ludności, natomiast pod względem powierzchni na miejscu 284.).